# Ptychotis
Ptychotis es un género  con 36 especies descritas pertenecientes a la familia  Apiaceae.

## Taxonomía
El género  fue descrito por  Wilhelm Daniel Joseph Koch y publicado en Nova Acta Physico-medica Academiae Caesareae Leopoldino-Carolinae Naturae Curiosorum Exhibentia Ephemerides sive Observationes Historias et Experimenta 12: 124. 1824. La especie tipo es: Ptychotis heterophylla Koch. 

## Algunas especies
- Ptychotis ajowan DC.
- Ptychotis amoides W.D.J.Koch
- Ptychotis anethifolia DC.
- Ptychotis arabica T.Anderson
- Ptychotis aspera Pomel
- Ptychotis atlantica Coss. & Durieu
- Ptychotis barbata DC.